# Step Karakałpacki
Step Karakałpacki (uzb.: Qoraqalpoq cho'li; ros.: Каракалпакская степь, Karakałpakskaja stiep' ; Язъяванская степь, Jazjawanskaja stiep' ) – pas solnisk i piasków w centralnej części Kotliny Fergańskiej, we wschodnim Uzbekistanie. Powierzchnia Stepu Karakałpackiego pokryta jest iłami, glinami, piaskami i żwirem. Występują solniska, sołonczaki, takyry i piaszczyste wzniesienia. Teren miejscami jest zabagniony. Obszar porośnięty jest m.in. tamaryszkami, solankami, trawami i bylicami; wykorzystywany jako pastwisko.